# دون ألين
دون ألين (26 فبراير 1947 في أستراليا - ) (بالإنجليزية: Don Allen)‏ هو لاعب كريكت أسترالي. لعب مع فريق كوينسلاند للكريكت ‏.

## وصلات خارجية
- دون ألين على موقع إي آس بي آن كريك إنفو (الإنجليزية)